# Astra 1M
O Astra 1M é um satélite de comunicação geoestacionário europeu construído pela Astrium, ele está localizado na posição orbital de 19 graus de longitude leste e é operado pela SES Astra, divisão da SES. O satélite foi baseado na plataforma Eurostar-3000 e sua expectativa de vida útil é de 15 anos.

## História
Em julho de 2005 a SES assinou um contrato com o fabricante europeu EADS Astrium para construir o seu satélite Astra 1M.
A EADS Astrium, como contratante principal para o Astra 1M, projetou e construiu o satélite e o forneceu tanto a carga útil como a plataforma. O satélite fornece uma gama completa de serviços de televisão, incluindo HDTV e outros serviços audiovisuais avançados, bem como serviços de banda larga.
O satélite possui cobertura pan-europeia, bem como para o Oriente Médio e África.

## Lançamento
O satélite foi lançado com sucesso ao espaço no dia 5 de novembro de 2008, às 20:44 UTC, por meio de um veículo Proton-M/Briz-M, que foi lançado a partir do Centro Espacial de Kourou na Guiana Francesa. Ele tinha uma massa de lançamento de 5.320 kg.

## Capacidade e cobertura
O Astra 1M é equipado com 32 (mais 4 reserva)  transponders em banda Ku para fornecer serviços DTH (incluindo HDTV) para a Europa, Oriente Médio e África.